# Страни држављани одликовани Орденом народног хероја
Страни држављани одликовани Орденом народног хероја су 22 личности — 16 из Совјетског Савеза, троје из Народне Републике Албаније и по један из Чехословачке Републике, Народне Републике Пољске и Италије, који су поред 1.323 југословенских држављана, одликовани за допринос победи над фашизмом у Другом светском рату.
Прво одликовање страних држављана Орденом народног хероја било је 7. септембра 1944. када је Председништво АВНОЈ-а Указом број 35/44, а на предлог маршала Југославије Јосипа Броза Тита, одликовало тројицу совјетских ваздухопловаца — мајора Александра Шорникова и старијег лајтнанта Бориса Калинкина, пилоте и капетана Павела Јакимова, навигатора који су фебруара 1944. у Југославију довезли прву совјетску војну мисију предвођену генералом Корњејевим, а потом вршили неколико летова за потребе НОВ и ПОЈ, укључујући и пребацивање чланова Врховног штаба НОВ и ПОЈ са Купрешког поља у Бари, почетком јуна 1944, након десанта на Дрвар. За успешно обављене задатке, Шорников, Калинкин и Јакимов су 20. јуна 1944. Указом Президијума Врховног совјета СССР проглашени херојима Совјетског Савеза. Ордене народног хероја тројици ваздухопловаца уручио је Јосип Броз Тито 6. октобра 1944. у Крајови.
Неколико дана након ослобођења Београда 6. новембра 1944. Председништво АВНОЈ-а је Указом 50/44 одликовало генерал-лајтнанта Владимира Жданова, команданта Четвртог моторизованог корпуса и генерал-мајора Семјона Козака, команданта 73. стаљинградске гардијске стрељачке дивизије за заслуге у Београдској операцији. До краја Другог светског рата, маја 1945. одликована су још четворица страних држављана — генерал-мајор Андреј Витрук, командант Десете гардијске јуришне авијацијске дивизије, одликован 29. јануара 1945. Указом 118/45 и капетан друге класе Григориј Охрименко, командант бригаде миноловаца у Дунавској ратној флоти, одликован 30. априла 1945. Указом 183/45; као и двојица албанских партизана Војо Кушић и Решид Чолаку, који су постхумно одликовани 12. априла 1945. Указом 142/45. Ордени народног хероја уручен је Витруку 4. марта 1945, а Охрименку 17. јула исте године.
Пар недеља након капитулације Трећег рајха и завршетка рата у Европи, Председништво АВНОЈ-а је 31. маја 1945. одликовало маршала Совјетског Савеза Фјодора Толбухина, команданта Трећег украјинског фронта који је након ослобођења Румуније и Бугарске, са јединицама НОВ и ПОЈ учествовао у ослобођењу источних делова Југославије, а потом у ослобођењу Мађарске и заузимању Беча. Њему је Орден 2. јуна у Марибору предао Врховни командант ЈА маршал Јосип Броз Тито.
Након Толбухина, 21. јуна 1945. Указом 239/45 одликована је група ваздухопловаца — мајор Васиљ Улиско, старији лајтнант Александар Манагадзе, капетан Иван Константинов и обер-лајтнанти Иван Булкин и Павел Дмитријенко — која је од 1944. летела у разне крајеве Југославије и партизанским јединицама допремала наоружање и војну опрему.
У току 1946. одликована су указима Президијума Народне скупштине ФНР Југославије тројица страних држављана. Приликом посете Јосипа Броза Тита Пољској и Чехословачкој, марта 1946. одликовани су — Указом 108/46 маршал Пољске Михаил Жимјерски, главнокомандујући Пољске армије и Указом 109/46 армијски генерал Лудвик Свобода, министар Народне одбране Чехословачке. Након њих, 25. јуна 1946. Указом 329/46 одликован је приликом посете Београду генерал-пуковник Енвер Хоџа, председника Владе НР Албаније и Врховни командант НОВ Албаније. После тога, наступила је дугогодишња пауза у одликовању страних држављана, која је уследила након политичког сукоба Југославије са Совјетским Савезом и другим источноевропским земљама, услед Резолуције Информбироа 1948, с обзиром да су ове земље истицане као најважнији савезници Југославије у Другом светском рату.
У периоду политичке кризе, вршена је обострана ревизија ратних догађаја, па је у Југославији минимизирана улога совјетске Црвене армије у ослобођењу делова Југославије, а у земљама источног блока је минимизиран допринос Југославије савезничкој победи. То је условило заборав станих држављана који су одликовани Орденом народног хероја. У Зборнику народних хероја из 1957. изостављена су имена и биографије страних држављана народних хероја Југославије, а у каснијим издањима из 1975. и 1982. нису унета имена тројице одликованих држављана Албаније. После нормализације југословенско-совјетских односа, 1955. успостављене су и везе између ветеранских удружења из Југославије и Совјетског Савеза, а делегације бивших бораца одлазиле су једне другој у посету. Током посете Југославији, министра одбране Совјетског Савеза маршала Родиона Малинковског, председник СФРЈ Јосип Броз Тито га је 27. маја 1964. Указом 54/64 одликовао Орденом народног хероја за заслуге у рату и развој пријатељских односа између оружаних снага СССР и СФРЈ.
Октобра 1964, приликом доласка совјетске делеције на прославу двадесете годишњице ослобођења Београда, догодила се авионска несрећа на Авали, у којој је страдала читава делегација, а међу њима и генерал Владимир Жданов, народни херој Југославије. Ова трагедија била је повод за ново одликовање совјетских бораца Орденом народног хероја, управо на Дан ослобођења Београда 20. октобра 1964. године. Погинули маршал Сергеј Бирјузов, који је 1944. командовао 37. армијом, са којом је учествовао у борбама у Југославији, одликован је Указом 102/64. Маршал Владимир Судец, који се налазио на челу нове совјетске делегације, а који се у јесен 1944. налазио на дужности команданта 17. ваздухопловне армије, одликован је Указом 103/64.
Последњи страни држављанин одликован Орденом народног хероја био је италијански антифашиста и комуниста Луиђи Лонго, кога је 11. марта 1980. одликовало Председништво СФРЈ. Лонго је као добровољац, учествовао у Шпанском грађанском рату, након чега се налазио у логорима у Француској, а 1941. је изручен Италији. Све до пада Мусолинијевог режима 1943. налазио се у логору, а након тога је радио на организовању италијанских партизанских јединица у околини Рима.
Од укупно 16 одликованих држављана Совјетског Савеза само четворица (Булкин, Димитријенко, Манагадзе и Улиско) нису проглашени за хероје Совјетског Савеза, док су сви остали „двоструки хероји” Југославије и Совјетског Савеза. Семјон Козак и Родион Малиновски били су двоструки хероји Совјетског Савеза, док су маршали Толбухин и Судец, поред звања хероја Совјетског Савеза имали и звање хероја Бугарске, односно хероја Монголије. Сва тројица одликованих држављана Албаније носиоци су и Ордена народног хероја Албаније, док је Свобода Лудвик троструки херој Чехословачке и херој Совјетског Савеза.

## Списак странаца народних хероја Југославије
| рб | име и презиме        | изворно име | године живота | земља           | датум              | бр. указа | реф                  |
| -- | -------------------- | ----------- | ------------- | --------------- | ------------------ | --------- | -------------------- |
| 1  | Сергеј Бирјузов      | рус.        | 1904—1964.    | Совјетски Савез | 20. октобар 1964.  | 102/64    | [ 22 ]               |
| 2  | Иван Булкин          | рус.        | 1920—1974.    | Совјетски Савез | 21. јун 1945.      | 239/45    | [ 14 ] [ 15 ] [ 22 ] |
| 3  | Андреј Витрук        | рус.        | 1902—1946.    | Совјетски Савез | 29. јануар 1945.   | 118/45    | [ 7 ] [ 11 ]         |
| 4  | Павел Дмитријенко    | рус.        | 1920—1951.    | Совјетски Савез | 21. јун 1945.      | 239/45    | [ 14 ] [ 15 ] [ 23 ] |
| 5  | Владимир Жданов      | рус.        | 1902—1964.    | Совјетски Савез | 6. новембар 1944.  | 50/44     | [ 5 ] [ 11 ]         |
| 6  | Михал Жимјерски      | пољ.        | 1890—1989.    | НР Пољска       | 12. март 1946.     | 108/46    | [ 24 ]               |
| 7  | Павел Јакимов        | рус.        | 1910—1968.    | Совјетски Савез | 7. септембар 1944. | 35/44     | [ 5 ] [ 23 ]         |
| 8  | Борис Калинкин       | рус.        | 1913—1945.    | Совјетски Савез | 7. септембар 1944. | 35/44     | [ 5 ] [ 23 ]         |
| 9  | Семјон Козак         | рус.        | 1902—1953.    | Совјетски Савез | 6. новембар 1944.  | 50/44     | [ 5 ] [ 25 ]         |
| 10 | Иван Константинов    | рус.        | 1920—?        | Совјетски Савез | 21. јун 1945.      | 239/45    | [ 14 ] [ 15 ] [ 25 ] |
| 11 | Војо Кушић           | алб.        | 1918—1942.    | НР Албанија     | 12. фебруар 1945.  | 142/45    | [ 8 ]                |
| 12 | Луиђи Лонго          | итал.       | 1900—1980.    | Италија         | 11. март 1980.     | 19/80     | [ 21 ] [ 20 ]        |
| 13 | Родион Малиновски    | рус.        | 1898—1967.    | Совјетски Савез | 27. мај 1967.      | 54/64     | [ 26 ]               |
| 14 | Александар Манагадзе | рус.        | 1919—?        | Совјетски Савез | 21. јун 1945.      | 239/45    | [ 14 ] [ 15 ] [ 26 ] |
| 15 | Григориј Охрименко   | рус.        | 1910—1996.    | Совјетски Савез | 30. април 1945.    | 183/45    | [ 27 ] [ 7 ] [ 28 ]  |
| 16 | Лудвик Свобода       | чеш.        | 1895—1979.    | Чехословачка    | 12. март 1946.     | 109/46    | [ 28 ]               |
| 17 | Владимир Судец       | рус.        | 1904—1981.    | Совјетски Савез | 20. октобар 1946.  | 103/64    | [ 28 ]               |
| 18 | Фјодор Толбухин      | рус.        | 1894—1949.    | Совјетски Савез | 31. мај 1945.      |           | [ 29 ]               |
| 19 | Васиљ Улиско         | рус.        | 1915—1956.    | Совјетски Савез | 21. јун 1945.      | 239/45    | [ 14 ] [ 15 ] [ 11 ] |
| 20 | Енвер Хоџа           | алб.        | 1908—1985.    | НР Албанија     | 21. јун 1946.      | 329/46    | [ 16 ]               |
| 21 | Решид Чолаку         | алб.        | 1914—1943.    | НР Албанија     | 12. фебруар 1945.  | 142/45    | [ 8 ]                |
| 22 | Александар Шорников  | рус.        | 1912—1983.    | Совјетски Савез | 7. септембар 1944. | 35/44     | [ 5 ] [ 30 ]         |

- Посебном бојом означени су народни хероји одликовани постхумно